# Стример
Стример е тип запомнящо устройство за архивиране на данни. Базирани са на магнитен запис и носителят на информация е магнитна лента (касетка). Методът за запис и четене е подобен на този при хард дисковете. Основните стандарти в зависимост от използваната касетка биват: QIC, TRAVAN, MLR, DAT, DLT и AIT.